# St. Lawrence (Dacota do Sul)
St. Lawrence é uma cidade localizada no estado americano de Dakota do Sul, no Condado de Hand.

## Demografia
Segundo o censo americano de 2000, a sua população era de 210 habitantes.

## Geografia
De acordo com o United States Census Bureau tem uma área de
4,0 km², dos quais 4,0 km² cobertos por terra e 0,0 km² cobertos por água.

## Localidades na vizinhança
O diagrama seguinte representa as localidades num raio de 40 km ao redor de St. Lawrence.